# Martin A. Puchegger
Martin A. Puchegger (* 1. August 1978 in Neunkirchen, Niederösterreich) ist ein österreichischer Meteorologe, Redakteur, Autor und Fernsehmoderator.

## Leben
Puchegger beschäftigte sich bereits in seinen frühen Jahren mit dem Wetter und absolvierte nach Ausbildung zum Bau- und Umwelttechniker an der HTBLuVA Mödling ein Masterstudium der Meteorologie an der Universität Wien. Für ihn war der Wetterbericht im Rundfunk immer ein fixer Programmpunkt. Besonders fasziniert gab er sich von „Wetter-Gurus“ wie Johannes Czernin, Carl Michael Belcredi und nicht zuletzt Andreas Jäger, der mit seiner dynamischen Art viele Fernsehzuseher beeindruckte. Im Sommer 2022 erfüllte er sich, nach vielen Jahren als Synoptiker im operationellen Betrieb diverser Wetterdienste, seinen Kindheitstraum und arbeitet seither als Medienmeteorologe bei wetter.com. Als solcher bedient er neben diversen Online-Formaten moderativ den täglichen Wetterbericht von TVBL, München Live TV, TV Ingolstadt, Regio TV Stuttgart, Regio TV Schwaben, Regio TV Bodensee, Pro7 Schweiz, Sat.1 Schweiz  und Live-Schalten und Themen für Puls 24 und Puls 4.

## Auszeichnungen
Der nach einer Idee von Puchegger gebaute Wetterlehrpfad in Hollenthon war das Siegerprojekt der Niederösterreichischen Dorferneuerung (2009) im Bereich Bildung und Kultur.

## Publikationen
- Diplomarbeit „Untersuchung konvektiver Phänomene im orographisch gegliederten Gelände unter Zuhilfenahme von Fernerkundungsdaten“